# Чемпіонат України з баскетболу 2010—2011: вища ліга
20-й чемпіонат України з баскетболу  у Вищій лізі  пройшов  з жовтня 2010-го по травень 2011-го року.  Чемпіоном України вкотре став  БК Черкаські мавпи.

### Регламент
2010 року чемпіонат України у Вищій лізі набув статусу Національного чемпіонату ( переможець отримує офіційний титул чемпіона України) і команди можуть заявити двох легіонерів. У турнірі брали участь чотирнадцять клубів, розділених на дві сімки. У групі А виступали колективи з Кременчука, Дніпропетровська, Запоріжжя, Севастополя, Кривого Рогу, Алчевська і Харкова. У групі Б у двоколових змаганнях (по два спарені матчі вдома і в гостях) звання найсильніших виборювали: «Черкаські мавпи» (Черкаси), «Спортліцей» (Біла Церква), «Пульсар-ШВСМ» (Рівне), «Тернопіль-ТНЕУ» (Тернопіль), «Стріба» (Чернівці), «Вінницькі зубри» (Вінниця) і «Університет-Волиньбаскет»(Луцьк).

### Турнірна таблиця  За 1 - 8 місця
| № | Команда                          | В  | П  |
| - | -------------------------------- | -- | -- |
| 1 | Черкаські мавпи                  | 27 | 1  |
| 2 | Університет-Волиньбаскет (Луцьк) | 20 | 8  |
| 3 | Авантаж-Політехнік (Харків )     | 15 | 13 |
| 4 | Авіастар (Запоріжжя)             | 11 | 17 |
| 5 | Динамо (Дніпропетровськ)         | 11 | 17 |
| 6 | Кремінь-КДУ (Кременчук)          | 10 | 18 |
| 7 | Пульсар-ШВСМ (Рівне)             | 9  | 19 |
| 8 | Вінницькі Зубри (Вінниця)        | 9  | 19 |

## Підсумкове становище команд
1. Черкаські мавпи (Черкаси)
2. Університет-Волиньбаскет (Луцьк)                 
3. Авантаж-Політехнік (Харків)                 
4. Авіастар (Запоріжжя)
5. Динамо (Дніпропетровськ) 
6. Кремінь-КДУ (Кременчук)
7. Пульсар-ШВСМ (Рівне)
8. Вінницькі Зубри (Вінниця)
9. КТУ (Кривий Ріг)       
10. Коксохім-Сталь (Алчевськ)                                     
11. Стріба (Чернівці)
12. Спортліцей (Біла Церква)                                        
13. Тернопіль-ТНЕУ (Тернопіль).
БК Севастополь зіграв лише 4 матчі і в жовтні 2010 року припинив виступи.

## Склади  команд

### Черкаські мавпи(Черкаси)
Антон Білоус (190), Віталій Близнюк (206), Валентин Ворона (187), Володимир Журжій(182,тут і далі - попередній клуб Кремінь-КДУ), Олександр Коровяков(200, Пульсар), Ілля Коротков(197,Кривбасбаскет), Микола Краснік(180), Сергій Мякінін(206, Сож,Білорусь), Михайло Насеннік(200), Назар Панасюк(191), Максим Пархоменко(206), Євгеній Ткаченко(203), Павло Цьопич(180,Спортліцей), Максим Шепіль(197, МБК Миколаїв).
Тренер:  Володимир Холопов.

### Університет-Волиньбаскет (Луцьк)
Білоус Микола(191, Сарни), Виноградов Дмитро(203, Львівська Політехніка), Каляєв Іван(205), Каребін Богдан  (202), Литвиненко Андрій(194), Нейжмак Михайло(207, Житомир), Ніфонтов Антон(190,Маріуполь), Пелипейко Ігор(200, Скорпіони), Рябінін Олексій(188, БК Тернопіль), Удоденко Ярослав(187, Харків), Федчук Едуард(181), Швагринський Дмитро(198).
Тренер:  Сергій Смітюх. 

### Авантаж-Політехнік (Харків)
Арабаджи Тимур Дмитрович(192), Боровський Родіон(200), Дяченко Євген(192), Климентьєв Валерій(184), Козлов Роман(186),  Михайлов Антон(198), Наришков Степан(193), Ольховський Роман(198), Поколодний Михайло(210), Поляков Костянтин(187), Рочняк Антон(205),  Сайнієв Василь(175), Стрипа Тарас(198), Чернявський Сергій(195).
Тренер:  Валентин Кулібаба.

### «Авіастар-КПУ» (Запоріжжя)
Станіслав Алексейчик (214, Кривбасбаскет), Віталій Бойко  (182, БК Донецьк),  Дмитро Герасименко   (199, Динамо Дн), Микола Єрьомін  (207),  Дмитро Іванченко(200), Ярослав Квітковський  (201), Євген Коняхін (195, Динамо Дн), Сергій Кошевий  (186, Динамо Дн), Олександр Куртенок (192), Дмитро Липовцев(203, КПУ Запоріжжя), Ілля Махінько (188), Віталій Наметченко(210), Руслан Оріщук  (183, Динамо Дн), Сергій Пелех(186),
Олексій Севастьянов (190, Динамо Дн), Юрій Тороп  (200, Динамо Дн), Андрій Федоров  (188), Сергій Федоров(198).
Тренер:  Володимир Севастьянов.

### «Динамо» (Дніпропетровськ)
Олександр Алексеєнко (207, ДніпроАзот), Дмитро Балабан(196),  Олексій Борисенко (204), Валерій Горденко(201), Станіслав Дикий(202, ДніпроАзот), Вячеслав Денисов(190), Тимур Євсеєвичев(182, Грифони), Костянтин Костелко(194), Роман Луценко(187), Роман Мельниченко(184), Олександр Підіпригора(197), Михайло Підіпригора(193), Олександр Площенко(200), Володимир Сайц(191), Валентин Сидоренко(198), Артем Щепкін(189, БК Донецьк),  Дмитро Шевченко (197).

### «Кремінь- КДУ» (Кременчук)
Олександр Дудка(197), Вадим Дьогтєв(200,?), Олексій Жарков(200), Олексій Жук(185,КТУ), Олександр Загрибельний(200), Максим Зозуля(190), Олександр Овчаренко(197), Дмитро Роженко(195), Костянтин Санченко(181), Володимир Спірін(195), Сергій Степанов(200), Сергій Мочаєв(196), Вадим Хименко(186), Денис Хоружий(193), Денис Чергинський(194).
Тренер:  Андрій Кондрашов

### «БК-93 Пульсар – ШВСМ» (Рівне)
Андрій Артимович(202), Олексій Гусаківський(185), Олександр Жужа(190), В'ячеслав Ковалевський(200,Черкаськ Мавпи), Євген Коровяков(199), Юрій Кузьмінець(204), В'ячеслав Куракін (190,Волиньбаскет), Тарас Липін(185), Микола Марунько(198),  Микола Прокопчук(195), Сергій Роман(205), Сергій Сабутський(209, Грифони),  Денис Сотник(178), Степан Чорнолоз(184), Тарас Шанюк(180).
Тренер:  Михайло Переверзій

### «Вінницькі Зубри» (Вінниця)
Олександр Агоста(204), Євгеній Бондаренко(206), Максим Врублевський(184), Гліб Глєбов(208), Олександр Жужа(190), Микола Здирка(201), Августін Козанчук(185), Роман Липко (200), Дмитро Мягкий(182,ДніпроАЗОТ), Артем Ситнік (190), Владислав Чорний(200), Дмитро Шиманський(185), Всеволод Шурмель(204,МБК Миколаїв), Денис Яцик(200).
Тренер:  Сергій Бєлобородов.

### КТУ (Кривий Ріг)
Аніщев Данило(187), Водолазський Артем(194), Гусаров Іван(190), Дяченко Даніїл(193), Мельник Антон(196), Нетреба  Сергій(190), Попов Олександр(200), Скрипник Максим(200), Саліш Денис(203), Салія Санон Михайло(195), Савін Валерій(198), Салко Петро(174), Ситецький Микита(204), Філіпов Роман(190). 
Тренер:  Непийвода Василь .

### «Коксохім-Сталь» (Алчевськ)
Анохін Вячеслав(180), Ануфрієв Євген(202), Березюк Борис(196), Василенко Роман(188), Гайдамака Павло(200), Гулеватий Вадим(200), Діденко Єгор(185), Єськов Микита(202), Женков Степан(193), Каламбет Кирило(202), Каспірович Олексій(192), Куліков Віталій(188), Киященко Сергій(194), Лєсніков Артем(190), Лисенко Юрій(195), Селіванов Ян(205,Вінницькі зубри), Синдєєв Юрій(184), Хайло Павло(181), Харківський Дмитро(186), Ходикін Руслан(192).
Тренер:  Безуглов Олександр.

### «Стріба» (Чернівці)
Булах Олександр(202,Говерла), Ігнатенко Дмитро(199),  Єлисевич Денис(186),  Зелений Володимир(202), Кодола Олександр(185), Коршунов Юрій(204), Майсурадзе Давід(205),  Опольський Сергій(188), Парвадов Денис(194,БК Київ), Рожков Антон(198), Семенович Андрій(180), Семенов Сергій(202), Скріпов Віталій(214,Черкаські мавпи), Сокирчук Костянтин(187), Степанов Сергій(200,СпортЛіцей), Федоряк Василь(198), Федоряк Іван(191).
Тренер:  Чермак Олександр.

### «Спортліцей» (Біла Церква)
Базилевський Сергій(194), Балясников Владислав(183),  Вітецкас Томас(173,Литва),  Галинін Сергій(182), Горобець Олег(203),  Гуменний Анатолій(190), Корнієць Богдан(193), Кухарський Євген(206),  Перевертун Євген(207), Сарапулов Олег(185), Тарапата Ярослав(200), Телегін Володимир(204), Федіско Віталій(190),  Цьопич Павло(180), Чайка Андрій(188).
Тренер: Дятловський Юрій .

### «Тернопіль-ТНЕУ» (Тернопіль)
Абуладзе Арчіл(190), Германенко Андрій(187),  Гузь Сергій(190),  Дяченко Артем(183), Жорняк Віталій(178), Захарчук Денис(193), Карпенко Валентин(190),  Козлов Антон(175), Ланге Микита(202), Ляшенко Олександр(190), Мелашич Владислав(186), Мелашич Ігор(195), Могиленець Сергій(184), Мроцик Сергій(192), Мусял Ярослав(202), Сіньковський Юрій(185), Сорокін Владислав(183), Телешко Сергій(209), Хилюк Сергій(186).
Тренер: Білоус Ігор .